# Marusarzowy Przechód
Marusarzowy Przechód – siodełko w zachodnim, skalistym żebrze Marusarzowej Turni (ok. 2075 m) w Tatrach Polskich. Żebro to oddziela Owczy Żleb od prawej odnogi Marusarzowego Żlebu. Siodło znajduje się pomiędzy Marusarzową Turnią a najwyższą z trzech turniczek w żebrze. Marusarzowy Przechód jest najwyżej położonym i najszerszym z trzech siodełek tego żebra i stanowi łatwe połączenie Owczego i Marusarzowego Żlebu.
Marusarzowa Turnia opada na Marusarzowy Przechód ścianą o wysokości około 50 m. Żebrem, przez jego trzy przełączki i trzy turniczki prowadzi na Marusarzową Turnię droga wspinaczkowa o trudności od II do V w skali tatrzańskiej. Kto nią pierwszy przeszedł dzisiaj nie sposób już ustalić. Wiadomo, że jej najwyższą część od Marusarzowego Przechodu na Marusarzową Turnię (V) jako pierwsi przeszli Iwona Mosiej i Andrzej Skłodowski w latach 80. XX wieku. Obecnie jednak obszar ten znajduje się poza rejonami dopuszczonymi do uprawiania taternictwa (można je uprawić na północ od Białczańskiej Przełęczy).
Autorem nazwy przechodu jest Władysław Cywiński. Nazwa pochodzi od nazwiska Jędrzeja Marusarza, górala, przewodnika tatrzańskiego i ratownika górskiego.